# Jesús Lozoya Solís
Jesús Lozoya Solís (* 31. März 1910 in Parral/Chihuahua; † 22. Mai 1983 in der Hacienda Cocoyoc, Morelos) war ein mexikanischer Militärarzt, der von 1955 bis 1956 als provisorischer Gouverneur des Bundesstaates Chihuahua amtierte.

## Leben
Jesús Lozoya hatte sein Studium an der Escuela Médico Militar von Mexiko-Stadt abgeschlossen und bekam ein Stipendium für Harvard, wo er als erster seiner Klasse graduierte und danach als Assistenzarzt bei Western Reserve bis zu seiner Rückkehr nach Mexiko arbeitete. Dann war er als Militärarzt aktiv im mexikanischen Heer tätig, wo er schließlich zum Dienstgrad eines Brigadegenerals befördert wurde. Am 10. August 1955 wurde er aufgrund der Abdankung von Oscar Soto Maynez zum provisorischen Gouverneur von Chihuahua ernannt. Während seiner Regierung wurde das Denkmal für Francisco Villa in der Stadt Chihuahua aufgestellt.
Nach Ablauf seiner Amtszeit kehrte er zum Militär zurück und wurde zum Direktor der Escuela Médico Militar ernannt. Nach 45 Dienstjahren trat er in den Ruhestand.
Außerhalb der Politik war er ein weltweit anerkannter Kinderchirurg. Er schrieb die vollständige Geschichte der Escuela Médico Militar und wurde Präsident der International Pediatric Association (IPA). Er gründete die Laboratorios INFAN S.A. und die Laboratorios UMESA, wovon erstere sich auf pädiatrische Medikamente spezialisierten.